# Denmark (Maine)
Denmark – miasto w Stanach Zjednoczonych, w stanie Maine, w hrabstwie Oxford.